# Galiția, Secureni
Galiția (în ucraineană Галиця, transliterat: Halîțea) este un sat în raionul Secureni din regiunea Cernăuți (Ucraina), depinzând administrativ de comuna Mihăileanca. Are 121 locuitori, în totalitate ucraineni. 
Satul este situat în partea de nord a raionului Secureni, pe malul râului Nistru.

## Istorie
Localitatea Galiția a făcut parte încă de la înființare din Ținutul Hotinului a regiunii istorice Basarabia a Principatului Moldovei, numindu-se inițial Niporotova. 
Prin Tratatul de pace de la București, semnat pe 16/28 mai 1812, între Imperiul Rus și Imperiul Otoman, la încheierea războiului ruso-turc din 1806 – 1812, Rusia a ocupat teritoriul de est al Moldovei dintre Prut și Nistru, pe care l-a alăturat Ținutului Hotin și Basarabiei/Bugeacului luate de la Turci, denumind ansamblul Basarabia (în 1813) și transformându-l într-o gubernie împărțită în zece ținuturi (Hotin, Soroca, Bălți, Orhei, Lăpușna, Tighina, Cahul, Bolgrad, Chilia și Cetatea Albă, capitala guberniei fiind stabilită la Chișinău). 
La începutul secolului al XIX-lea, conform recensământului efectuat de către autoritățile țariste în anul 1817, satul Galiția făcea parte din Ocolul Nistrului de jos a Ținutului Hotin . 
După Unirea Basarabiei cu România la 27 martie 1918, satul Galiția a făcut parte din componența României, în Plasa Secureni a județului Hotin. Pe atunci, majoritatea populației era formată din ucraineni. 
Ca urmare a Pactului Ribbentrop-Molotov (1939), Basarabia, Bucovina de Nord și Ținutul Herța au fost anexate de către URSS la 28 iunie 1940. După ce Basarabia a fost ocupată de sovietici, Stalin a dezmembrat-o în trei părți. Astfel, la 2 august 1940, a fost înființată RSS Moldovenească, iar părțile de sud (județele românești Cetatea Albă și Ismail) și de nord (județul Hotin) ale Basarabiei, precum și nordul Bucovinei și Ținutul Herța au fost alipite RSS Ucrainene. La 7 august 1940, a fost creată regiunea Cernăuți, prin alipirea părții de nord a Bucovinei cu Ținutul Herța și cu cea mai mare parte a județului Hotin din Basarabia .
În perioada 1941-1944, toate teritoriile anexate anterior de URSS au reintrat în componența României. Apoi, cele trei teritorii au fost reocupate de către URSS în anul 1944 și integrate în componența RSS Ucrainene, conform organizării teritoriale făcute de Stalin după anexarea din 1940, când Basarabia a fost ruptă în trei părți. 
Începând din anul 1991, satul Galițoa face parte din raionul Secureni al regiunii Cernăuți din cadrul Ucrainei independente. Conform recensământului din 1989, toți cei 153 locuitori ai localității s-au declarat de etnie ucraineană . În prezent, satul are 121 locuitori, în totalitate ucraineni.

## Demografie
Componența lingvistică a localității Galiția
     Ucraineană (98,35%)
     Alte limbi (1,66%)
Conform recensământului din 2001, majoritatea populației localității Galiția era vorbitoare de ucraineană (98,35%), existând în minoritate și vorbitori de alte limbi.
1989: 153 (recensământ)
2007: 121 (estimare)

## Obiective turistice
- Mănăstirea rupestră Galiția cu hramul "Sf. Nicolae" - construită într-un perete stâncos de pe malul Nistrului și al lacului de acumulare Novodnistrovsk. Cercetările arheologice au demosntrat că aici a existat o mănăstire încă din cele mai vechi timpuri (probabil din secolele XII-XIII). Mănăstirea și-a încetat activitatea în anul 1945 după ocuparea localității de către bolșevici, iar cărțile și icoanele de o mare valoare istorică au dispărut. Mănăstirea și-a reluat activitatea sa în ianuarie 1999 ca urmare a stabilirii aici a doi monahi. Astăzi, călugării se ocupă de reconstrucția mănăstirii [6].